# Tazoudasaurus
Tazoudasaurus („Ještěr z Tazouda“) byl rod relativně malého sauropodního dinosaura z čeledi Vulcanodontidae. Žil v období spodní jury na území dnešního Maroka. Šlo o malého zástupce této skupiny (délka kolem 9 až 11 metrů a hmotnost asi 3500 kg) s některými archaickými anatomickými znaky.

## Objev a popis
Typový a jediný známý druh T. naimi byl formálně popsán paleontologem Ronanem Allainem v roce 2004. Holotyp má podobu částečně dochované kostry a nese sbírkové označení To 2000-1. Predátorem tohoto sauropoda mohl být teropod Berberosaurus, známý ze stejných sedimentů.
Podobnou a pravděpodobně blízce příbuznou formu sauropoda známe podle fosilií mláďat také z území Thajska.